# Municipio Caripe
Caripe es uno de los 13 municipios que conforman el estado Monagas en Venezuela. Tiene una superficie de 529 km² y según estimaciones del INE su población para 2010 será de 51 353 habitantes. Su capital es la población de Caripe. Otras localidades importantes del municipio son El Guácharo, La Guanota, Sabana de Piedra, San Agustín y Teresén.
El Municipio Caripe está ubicado en la región montañosa de Monagas, presenta una vegetación de bosque húmedo premontañoso con una temperatura promedio anual entre los 12 y 24 °C, con una precipitación promedio anual de 1.124 mm. El principal curso de agua es el río Caripe.
El parque nacional El Guácharo es probablemente el principal atractivo turístico del municipio, el turismo junto con la producción de café, son esenciales en la economía del municipio.

## Historia
Para el 10 de diciembre de 2017, se realizaron elecciones municipales resultando electo Orangel Salazar, para el periodo 2017-2021.
Después de realizarse elecciones primarias por el PSUV, fue anunciado a Dalila Rosillo como candidata a la alcaldía del municipio Caripe para noviembre de 2021. Quien resultó electa como alcaldesa y proclamada el 26 de noviembre, tras una diferencia muy cerrada en el conteo de votos. Los exalcaldes del municipio Hermes Torrivilla y Ángel Rodríguez, fallecieron en noviembre de 2021 
.
En marzo de 2023, se presentó un incendio en el Cerro Cocollar del municipio, donde intervinieron funcionarios de los cuerpos de seguridad y prevención, trabajadores de la Alcaldía, de la Gobernación y habitantes de las zonas, esta zona pertenece al parque nacional El Guácharo.
Para e 27 de julio de 2025, Dalila Rosillo es reelecta como alcalde del municipio.
Símbolos municipales
El municipio cuenta con una bandera, escudo e himno municipal. La colores de la bandera representan, la sangre derramada por los indios Chaimas, el verde la flora y Diana del municipio y el azul celeste, la esperanza.

## Geografía

### Límites
Según la Gaceta Oficial del Estado Monagas, Reforma Parcial de la Ley de División Político Territorial del Estado Monagas, de fecha 29 de julio de 1998, los límites del Municipio Caripe son los siguientes: Por el Norte, el límite del Estado Monagas y Sucre, comprendido entre Cerro Pelón la cabecera del río San Miguel; por el Este, el límite Oeste de los Municipios Bolívar y Punceres, comprendidos entre la cabecera del Río San Miguel y cerro Macanillar; por el Sur, con el Municipio Piar desde el cerro Macanillar, sigue pasando por la montaña de Santa María, el cerro la Cimarronera, los cerros El Barrial y Chorrerón, Alto las Dos Sabanas La Cuchilla de Guanaguana, hasta la cabecera la quebrada La Alcantarilla; por el Oeste, el linde Este del Municipio Acosta comprendido entre el nacimiento de la quebrada La Alcantarilla y Cerro Pelón, punto inicial.

### Hidrología
El municipio es atravesado por el río Caripe. La cascada más alta del Estado Monagas, se localiza a unos 8,4 kilómetros de Sabana de Piedra y se llama Chorrerón.

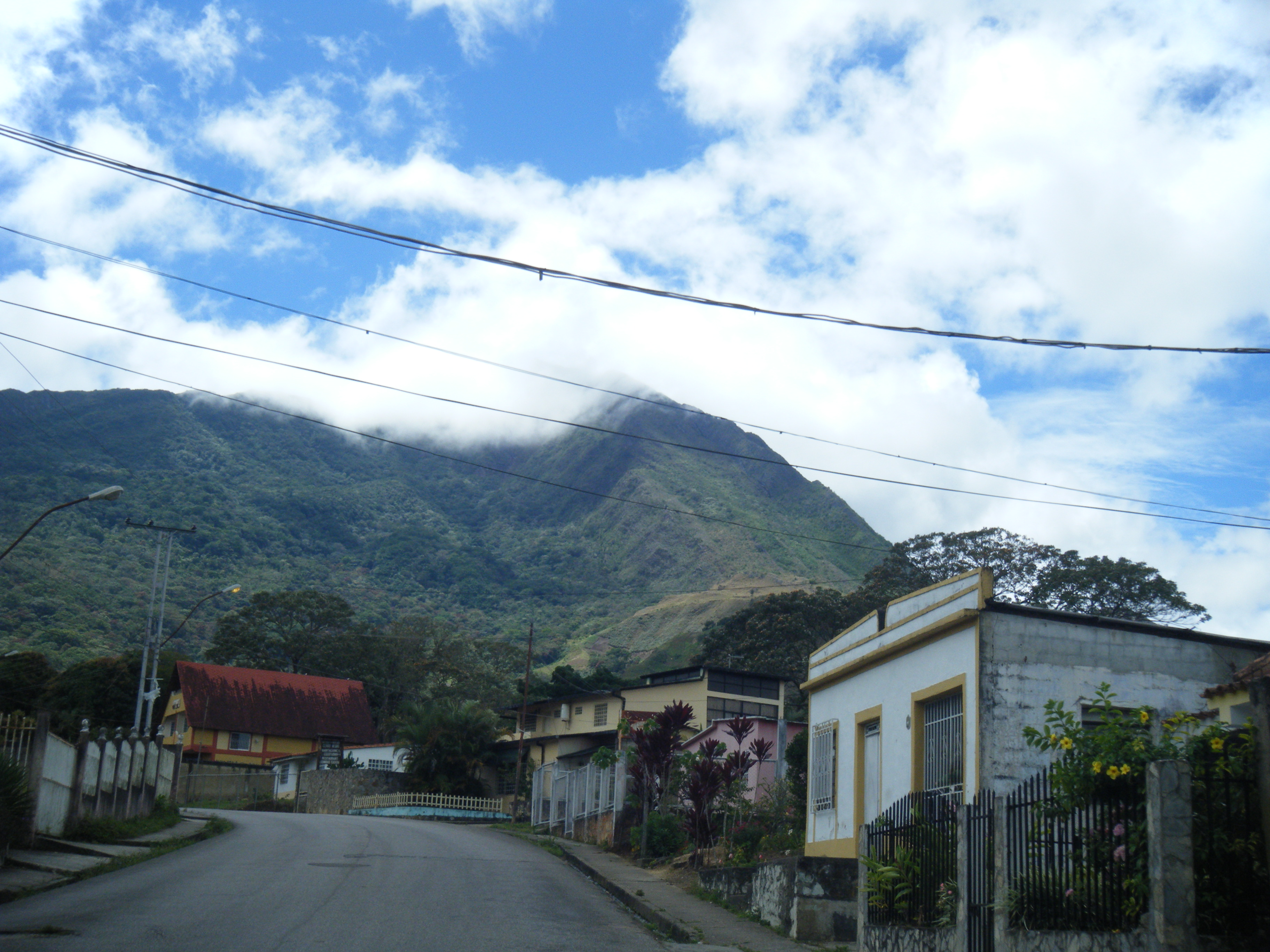
Vista de Cerro Negro desde la localidad de Sabana de Piedra.

### Relieve
En Sabana de Piedras se localiza uno de los puntos más alto del Estado Monagas, Cerro Negro con una altura de 2.280 metros sobre el nivel del mar.

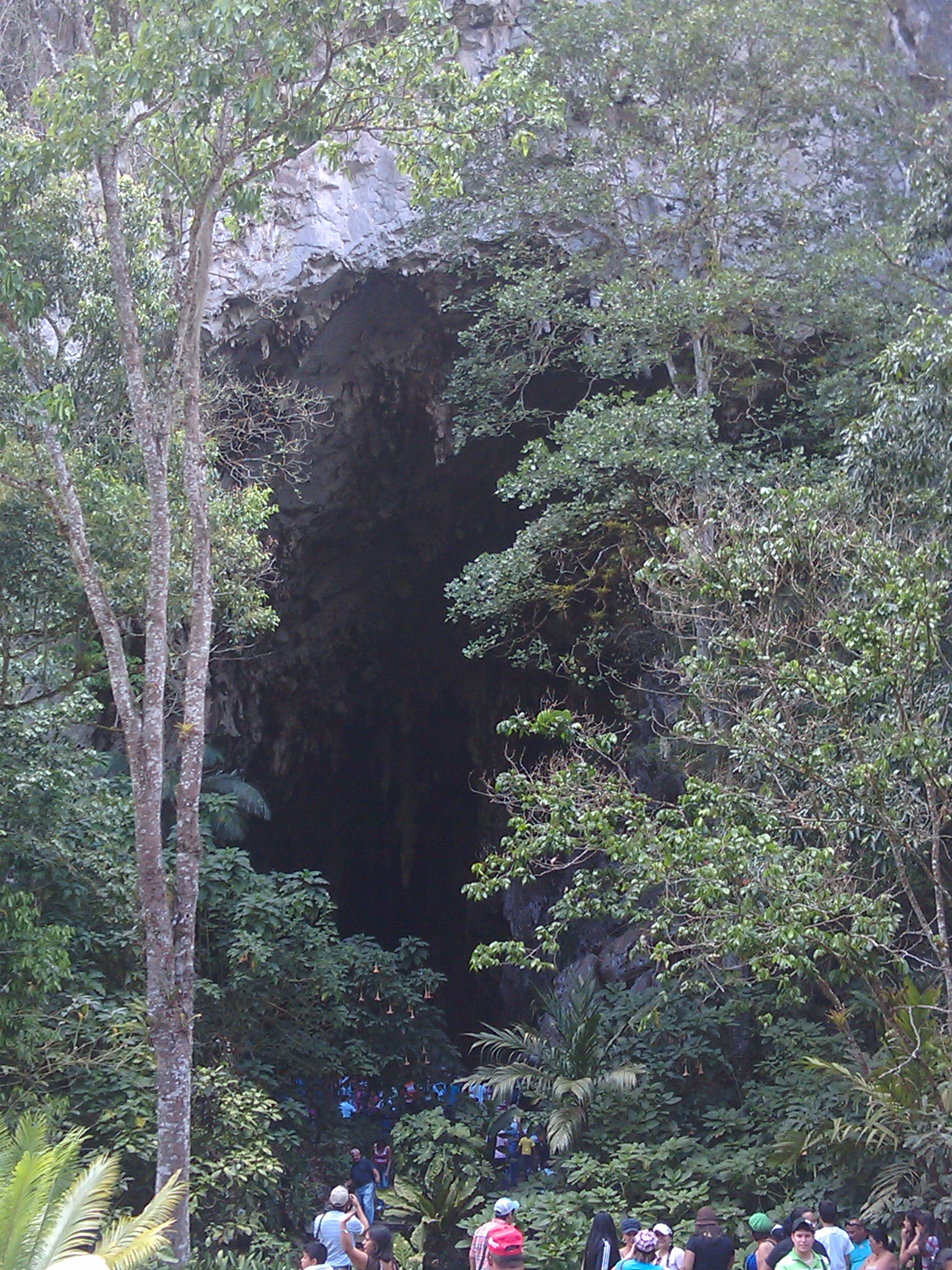
Entrada a la Cueva de El Guacharo.

### Área protegida
Parte del municipio Caripe al igual que el municipio Acosta del Estado Monagas, pertenecen al Parque Nacional Cueva del Guácharo. Donde se localiza una cueva de 10,5 km en profundidad explorada y adonde habita un ave endémica llamada Guacharo. 

### Flora
El municipio Caripe es una de las áreas que posee mayor biodiversidad en el Estado Monagas. Se pueden encontrar una gran cantidad de árboles, cómo el apamate, araguaney y bucare, también posee una considerable cantidad de orquídeas.
De igual forma, el libro rojo de la flora venezolana señala que la especie Cattleya gaskelliana, orquídea endémica de Venezuela y distribución en el norte del municipio Caripe, se categoriza como "En peligro crítico".
También especies como Ocotea calophylla y Gustavia parviflora que se encuentran vulnerables.

### Fauna
Entre los animales más representativos de la región se encuentra el Guacharo y algunos cangrejos de río. También está presente el ave "atrapamosca de caripe". En el sector Alto de Las Brisas se localiza Animania Zoo, un zoológico privado.

## Infraestructura

### Salud
En 2024 es inaugurado el centro de salud Fundasalud Caripe, este cuenta con Medicina General, Control Prenatal, Sala Médica.

### Seguridad
El municipio cuenta con una delegación del Cuerpo de Investigaciones científicas, Penales y Criminalísticas (Cicpc).

### Servicio público
La recolección de desechos sólidos es deficiente.La empresa CANTV ofrece servicios de telecomunicaciones en los sectores de La Frontera, Fundemos, Urbanización Manuel Pérez Medina, Las Orquídeas, Concha de Coco, San Juan, así como las calles Sucre con Bastardo y Guzmán Blanco, además de las avenidas Enrique Chaumer y Libertador.
El servicio eléctrico lo gestiona la empresa Corpoelec.

### Transporte
La vialidad presenta diversos problemáticas como huecos, malas condiciones de las carreteras.

## Población y ordenamiento

### Demografía
Según el Instituto Nacional de Estadísticas de Venezuela, en el Censo Nacional de Población realizado en 2011, el municipio Caripe presenta una población de 33.738 personas. 
En el municipio hay presentes indígenas de la etnia Chaimas, en la localidad de Buenos Aires.

### Organización parroquial
- Parroquia Caripe
- Parroquia El Guácharo, limita por el Norte, da con el límite Suroeste de la Parroquia San Al fin, constituido entre Cerro Negro hasta el cerro Guácharo; por el Este, desde el cerro El Guácharo en línea recta hasta un punto en el río Caripe coordenadas UTM (N-1.123.500 y E-442.900); el Sur, linda con el Municipio Piar desde el punto en el río Caripe de coordenadas UTM (N-1.123.500 y E-442.900), aguas arriba hasta su cabecera en el cerro La Placeta, se continúa por la quebrada La Alcantarilla hasta el límite Este del Municipio Acosta en el cerro La Laguna; por el Oeste, linda con el límite Este del Municipio Acosta en el cerro La Laguna hasta Cerro Negro, punto de partida. Parte de esta parroquia pertenecen las localidades de La Cuchilla y La Elvira,[21] en esta ultima se localiza el Beneficio Dinunzio La Elvira. productor de café.[22]

- Parroquia La Guanota, limita por el Norte, lindera con el límite Sureste de la Parroquia Sabana de Piedra, desde la quebrada de Cerro Negro en el punto de coordenadas UTM (N-1.129.100 y E-438.300), continúa por el cerro Los Manantiales, sigue por el sector Juan Largo, continúa por el cerro Culantrillar y El Monagal hasta llegar a la desembocadura de la quebrada El Caliche; por el Este, con el límite del Estado Monagas y Sucre desde la des embocadura de la quebrada El Caliche en el río Naranjo hasta el cerro El Palmar; por el Sur, linda con la Parroquia Teresén y San Agustín desde el cerro El Palmar pasando por la quebrada El Aguacate, el cerro El Zumbador, la fila de El Páramo hasta llegar al cerro El Toro; por el Oeste, continúa limitando con la Parroquia San Agustín, desde el cerro El Toro en línea recta hasta la quebrada El Guamo y de allí en línea recta hasta la quebrada de Cerro Negro, punto de partida.

- Parroquia Sabana de Piedra, limita por el norte, Norte, linda con el límite de los Estados Monagas y Sucre comprendido desde el río Santa María o Chorrerón, hasta la desembocadura de la quebrada El Caliche en el río Naranjo; por el Este, linda con el límite Norte de la Parroquia La Guanota desde la desembocadura de la quebrada El Caliche, sigue por éste, pasa por el cerro El Monagal hasta el sitio denominado Culantrillar; por el Sur, continúa lindando con la Parroquia La Guanota, desde el sitio denominado Culantrillar, pasa por los sitios llamados Altamira y Juan Largo, sigue por el cerro Los Manantiales, corta la quebrada El Guamo hasta la quebrada Cerro Negro en el punto UTM (N-1.129.100 y E-438.300); por el Oeste, linda con el límite Norte de la Parroquia San Agustín, desde la quebrada Cerro Negro hasta el río Santa María o Chorrerón, punto de partida.

- Parroquia San Agustín.
- Parroquia Teresén, limita por el Norte, linda con el Estado Sucre, desde el cerro El Palmar continuando por la serranía de San Bonifacio hasta el nacimiento del río San Miguel; por el Este, linda con el Oeste del Municipio Bolívar desde la cabecera del río San Miguel en línea recta hasta la cabecera del río Azagua; por el Sur, limita con el Norte del Municipio Punceres desde la cabecera del río Azagua hasta el cerro El Rincón, continuando desde allí con el Norte del Municipio Piar pasando por la fila Macanillar y la fila Cimarronera hasta el cerro Las Dos Sabanas; por el Oeste, linda con Caripe y las Parroquias San Agustín y La Guanota, desde el cerro Las Dos Sabanas pasa por el cerro El Perú, el río Caripe, el sector las Delicias, Buena Vista hasta llegar a la fila El Páramo, y de aquí hasta el cerro El Palmar, punto de partida.

### Centros poblados
- Caripe, capital.
- San Agustín, reconocida por la Iglesia envuelta en enredaderas.
- La Cuchilla, en septiembre de 2022 fue afectada por a crecida del río Caripe.[21] Se localizan antenas de radio de las empresas de Digitel y Movistar. En la Serranía de La Cuchilla para 2008 fueron identificados más de 40 especies de orquídeas.[23] De igual forma, se ubica la Agropecuaria Cantarrama La Cuchilla productora de café.[22]
- La Guanota.
- Teresén.

También cuenta con varios sectores como Alto de Las Brisas, entre otros.

## Economía
Básicamente es una localidad agrícola y turística por poseer el parque nacional El Guácharo. Entre los principales cultivos se identifican el cacao, café, naranja, entre otros. En la población de San Agustín se ubica un vivero, donde se cultivan vegetales, además de flores ornamentales.
En los últimos años se ha incentivado la producción de tomate y pimentón. En el municipio están presente la frutícola Roberto Bastardo, planta de procesamiento de jugo de naranja y se envasa el agua potable El Turpial.
El municipio al ser una región montañosa en el Estado Monagas presenta una vegetación de bosque húmedo premontañoso con una temperatura promedio anual entre los 12 y 24 °C, lo que facilita el cultivo de café, Caripe ha sido bautizada como la cuna del Café Montaña en Venezuela. Comercialmente la marca de café Origen Caripe, tienen orígenes en la finca el "Trono de Dioses" de este municipio.

### Turismo

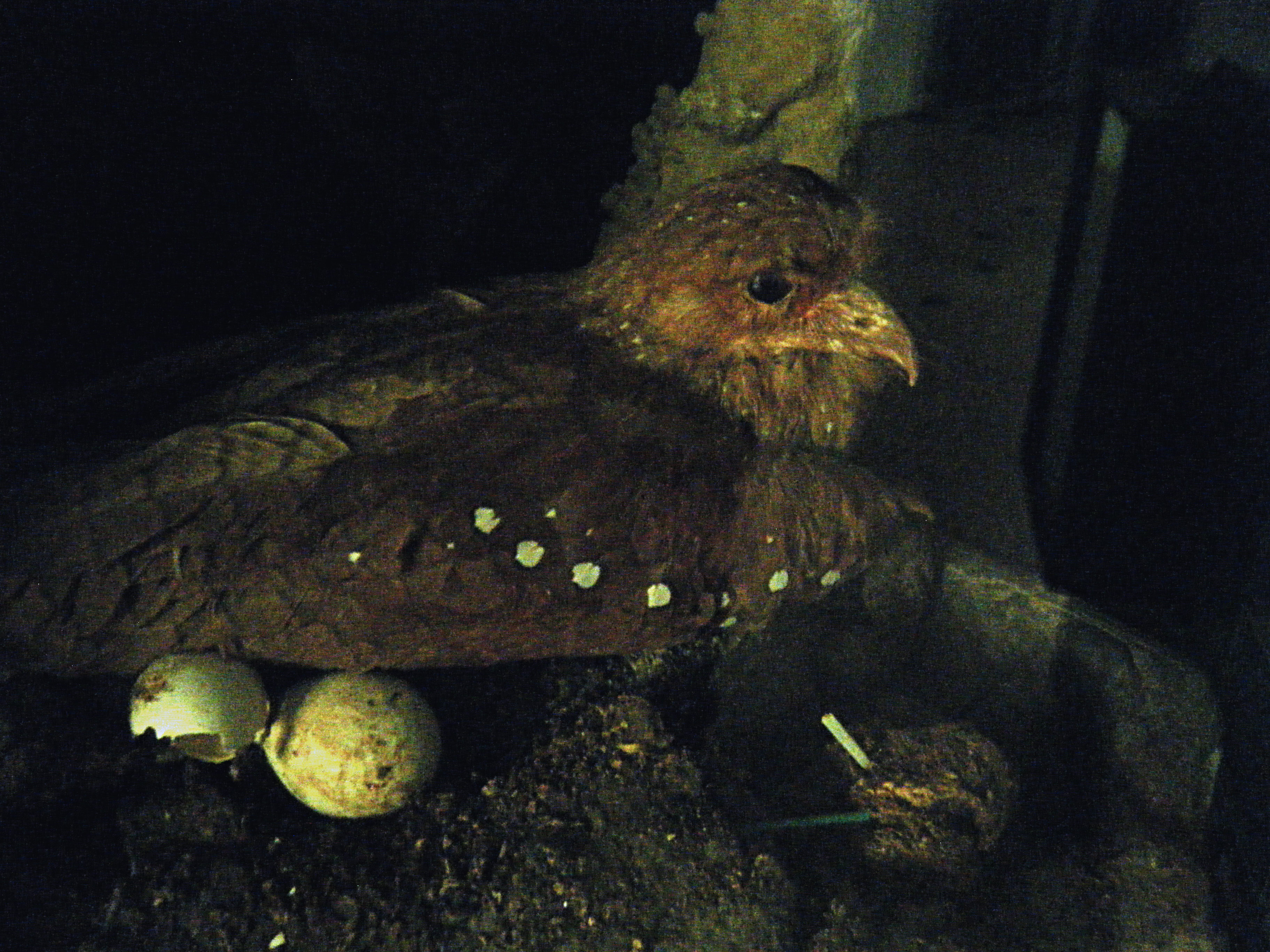
Ave conocida como Guacharo.

El municipio, al albergar la emblemática Cueva del Guácharo y formar parte del Parque Nacional Alejandro de Humboldt —conocido también como Parque Nacional El Guácharo—, se ha consolidado como un importante destino turístico del oriente venezolano. Esta cueva, famosa por ser el hábitat del ave nocturna Steatornis caripensis (guácharo), atrae a numerosos visitantes nacionales e internacionales interesados en la espeleología, la biodiversidad y la historia natural.
Además de la cueva, el municipio cuenta con otros atractivos naturales como el Salto La Paila, una caída de agua de gran belleza escénica, y el cerro Negro, ubicado en la zona de Sabana de Piedra, ideal para caminatas ecológicas y observación paisajística.
Entre sus localidades destaca San Agustín, conocida por su iglesia cubierta de enredaderas, que le confiere un aspecto singular y pintoresco. La capital del municipio, Caripe, conserva casas coloniales y diversos monumentos dedicados al guácharo, símbolo natural y cultural de la región.
Desde el mirador de Caripe, los visitantes pueden disfrutar de una vista panorámica del valle donde se asienta la ciudad, lo que convierte al municipio en un destino que combina riqueza natural, patrimonio histórico y belleza paisajística.
A finales de 2023, el municipio fue visitado por extranjeros provenientes de Varsovia, Polonia.
El municipio cuenta con diversos balnearios para la recreación y disfrute de los diferentes ríos que se encuentran en municipio, estos son Gallina de Monte, Poza de Lorenzo, La Paula, Chorrerón y El Chupulún.

## Educación
El municipio cuenta con varias instituciones educativas públicas, que dan formación a los diferentes niveles, desde la educación inicial, básica y media general hasta el bachillerato o diversificado.
También se realizan diplomados, como el Maestro Cafetero, orientado a los agricultores, técnicos agropecuarios, entre otros.

## Cultura
La población cuenta con una diversidad de artesanos y alfareros. Artistas plásticos, escritores, pintores y poetas regionales. Su cultural está ligado en gran parte a la religión y a las creencias de los indios que habitaban esta región. Celebran todos los años la Semana Santa viva, principalmente en los alrededores de la plaza Bolívar de la ciudad de Caripe. Se relata que en la parroquia El Guácharo y Teresen, aun viven indígenas de la etnia chaima.

### Gastronomía
Entre los platos que se encuentran están la Arepa de plátano, Crema de Berro, Dulce de naranja en almíbar. Por poseer un clima fresco se consume mucho el Chocolate caliente. Como bebida alcohólica se prepara "la brujita", que es una combinación de diversas hierbas con alcohol. De manera más artesanal se elabora mermelada de pétalos de rosa. Tortas de auyama y de yuca.

### Música
Entre los personajes más destacados del municipio está Juan Marin, fundador de la agrupación "Los Criollos de Monagas". Marin fue nombrado Patrimonio Cultural del Estado Monagas.

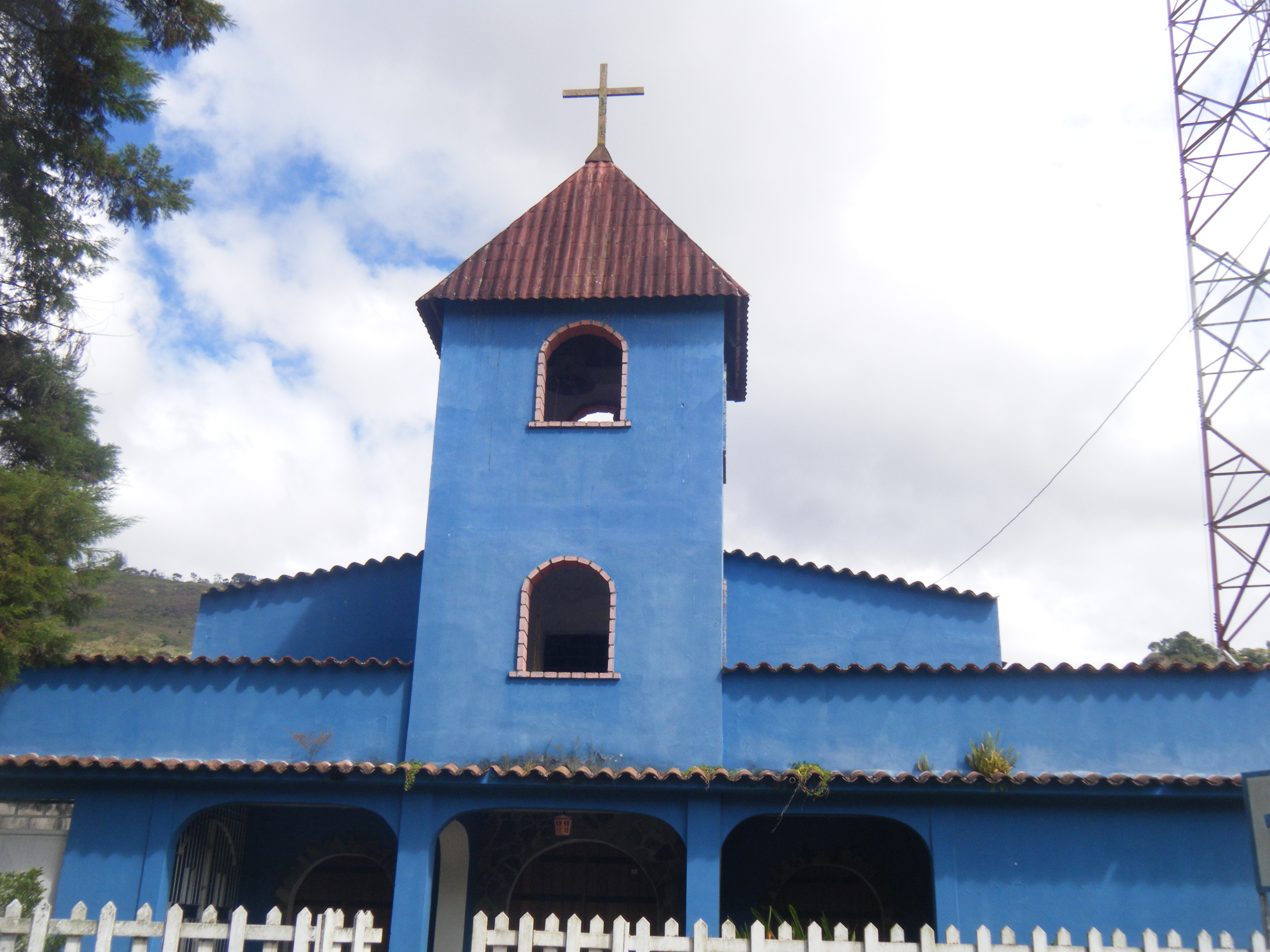
Iglesia Anglicana en Teresen.

## Sitios de interés
- La Iglesia Anglicana de Teresén posee un juego de campanas donadas por la Reina Isabel II. Esta iglesia no poseía campanas para llamar a los servicios. Estas fueron fabricadas por la empresa londinense Whitechapel Bell Foundry, la misma fundición que creó las campanas del Big Ben de Londres y la Campana de la Libertad de Filadelfia (Estados Unidos).

## Personajes destacados
- Félix Manuel Barreto Lisboa, escultor y pintor.[38][39]